# Lê Khánh
Lê Kim Khánh (sinh ngày 24 tháng 12 năm 1981), thường được biết đến với nghệ danh Lê Khánh, là một nữ diễn viên kiêm người dẫn chương trình truyền hình người Việt Nam. Là một trong những diễn viên hiếm hoi của Việt Nam từng giành được 6 giải Mai Vàng và hàng loạt giải thưởng cao quý khác, cô cũng từng là một diễn viên kịch nói lâu năm của sân khấu kịch Idecaf.
Hiện nay, Lê Khánh là diễn viên của sân khấu kịch Thiên Đăng.

## Tiểu sử
Lê Khánh tên thật là Lê Kim Khánh, sinh ngày 24 tháng 12 năm 1981 tại Bến Tre. Cô xuất thân từ một xóm lao động nghèo, trong một gia đình đông đúc nhiều thế hệ, thiếu vắng bàn tay chăm sóc của cha. Với người khác, đó có thể là một bất hạnh nhưng Lê Khánh luôn nhìn cuộc đời bằng con mắt màu hồng, bằng tinh thần lạc quan, vui vẻ.
Tuổi thơ của Lê Khánh không thực sự trọn vẹn, quá trình trưởng thành của nữ diễn viên thiếu đi sự chở che của người cha. Năm 10 tuổi, bố cô qua đời, mẹ ở vậy tảo tần nuôi cô khôn lớn. Tuy cuộc sống vất vả nhưng Lê Khánh luôn trân trọng và biết ơn những hi sinh mẹ đã dành trọn cho cô trong những năm tháng tuổi trẻ.
Sau này, cô lên Thành phố Hồ Chí Minh để theo học khoa diễn viên tại trường Cao đẳng Sân khấu Điện ảnh Thành phố Hồ Chí Minh (nay là trường Đại học Sân khấu Điện ảnh) cũng là nơi mà cô và diễn viên Tuấn Khải (chồng của nữ diễn viên) gặp gỡ và quen nhau. Cô tốt nghiệp vào năm 2003 mặc dù đã đóng phim từ 2002, khi còn ngồi trên ghế nhà trường.

## Sự nghiệp
Lê Khánh bước vào nghề năm 2002, bộ phim truyền hình đầu tiên mà Lê Khánh tham gia là "Long xích lô" của đài TFS do Võ Việt Hùng đạo diễn. Năm đó, Lê Khánh đang học năm nhất trường Sân khấu Điện ảnh Thành phố Hồ Chí Minh. Cơ duyên có được vai diễn này hết sức tình cờ. Hồi đó, Lê Khánh còn là diễn viên "quần chúng có thoại" ở sân khấu kịch Phú Nhuận. Lê Khánh được giao vai một cô đầm trong vở "Số đỏ", chỉ xuất hiện với cái bóng, cởi đồ cho Xuân tóc đỏ ngắm, làm cớ để bà Phó Đoan kéo Xuân về. Vai của Lê Khánh chỉ xuất hiện vài phút trên sân khấu lại không được lộ mặt cho khán giả thấy. Ấy vậy mà đạo diễn Võ Việt Hùng đi xem về đã nhắm ngay cô cho vai tiểu thư Ni trong phim "Long xích lô" mà anh đạo diễn.
Bởi vậy, Lê Khánh vẫn luôn nói, cô rất may mắn. May mắn hơn nữa là, nhiều người vào nghề phải đánh đổi, trả giá tình tiền mới có được thành công thì Lê Khánh chưa từng gặp những chuyện như thế. Cô đi lên từ phim truyền hình rồi từ truyền hình bước qua sân khấu cũng rất thành công.
Cô bắt đầu sự nghiệp bằng những vai diễn hài hay trong những vở kịch lớn. Lê Khánh là thành viên gạo cội của sân khấu kịch Idecaf - đây là mái nhà thứ hai của cô suốt từ những năm chập chững bước vào nghề. Năm 2023, cô chuyển sang hoạt động tại sân khấu kịch Thiên Đăng.
Lê Khánh có hàng trăm vai diễn trên sân khấu kịch Phú Nhuận, Idecaf, vai nào cũng khiến khán giả khi thì cười "rụng rốn", khi thì khóc hết nước mắt. Để có thể đem tới những cảm xúc đó cho khán giả, Lê Khánh có một vốn sống rất đời cùng sự quan sát tinh tế.
Là một diễn viên kịch nói và diễn viên hài, cô bắt đầu nổi tiếng sau các vở kịch như Một cuộc đời bị đánh cắp, Sát thủ hai mảnh, Vùng đất cấm và Thuốc đắng dã tật. Lê Khánh đoạt giải Diễn viên phụ xuất sắc nhất của HTV Awards trong 2 năm liên tiếp và nhiều lần đoạt giải Mai Vàng Nữ diễn viên sân khấu được yêu thích nhất.
Ngoài diễn hài và diễn kịch thì Lê Khánh bắt đầu bén duyên với những bộ phim điện ảnh và truyền hình. Từ những vai nhỏ, nhưng duyên, cô luôn khiến khán giả ghi nhớ tên tuổi. Các bộ phim truyền hình, điện ảnh Lê Khánh tham gia đều đạt được nhiều thành tích tốt. Lê Khánh từng nhận được nhiều giải thưởng uy tín về diễn xuất. Cô được nhận xét là "diễn như không diễn", sự nghiệp của cô bắt đầu tiến triển sau khi đóng các bộ phim như Hướng nghiệp, Mùi ngò gai, Cuộc chiến hoa hồng và Dù gió có thổi, Cô dâu đại chiến.
Sau nhiều năm hoạt động nghệ thuật, Lê Khánh vinh dự được xếp vào hàng ngũ các diễn viên thực lực của Việt Nam. Dù ít xuất hiện trước công chúng hơn trước, cô nàng mỗi lần góp mặt vào tác phẩm nào cũng đều thu về doanh thu "khủng", khẳng định vị trí "nữ hoàng phòng vé" của mình. Hơn 20 năm vào nghề, Lê Khánh là một trong những diễn viên hiếm hoi của Vbiz xuất sắc giành được 6 giải Mai Vàng và hàng loạt danh hiệu cao quý khác.

## Đời tư
Nữ diễn viên Lê Khánh đã lên xe hoa với nam diễn viên Nguyễn Tuấn Khải - một diễn viên đồng nghiệp, cũng là bạn học chung khóa K5 của trường Cao đẳng Sân khấu, Điện ảnh Thành phố Hồ Chí Minh (nay là Trường Đại học Sân khấu – Điện ảnh Thành phố Hồ Chí Minh) vào năm 2014. Một cuộc tình hơn 20 năm đầy viên mãn. Chồng cô thường tháp tùng vợ đi diễn và chăm sóc vợ một cách chu đáo sau các buổi diễn. Tình cảm của vợ chồng Lê Khánh luôn được đồng nghiệp hâm mộ.
Được biết, Lê Khánh và diễn viên Tuấn Khải bắt đầu hẹn hò khi học cùng trường sân khấu điện ảnh. Từng cùng nhau làm việc tại sân khấu kịch Idecaf (trong đó có Ngày xửa ngày xưa), hiện tại cả hai đang cùng cộng tác tại sân khấu kịch Thiên Đăng. Như cô từng chia sẻ rằng vợ chồng làm cùng nghề và cùng sân khấu nên việc hỗ trợ nhau trong công việc khá tốt đẹp.
Lê Khánh và Tuấn Khải có hai con trai là Nguyễn Tuấn Khang (6/10/2018) và Nguyễn Tuấn Kha (31/12/2021). Lê Khánh và Tuấn Khải luôn chia sẻ những khoảnh khắc ngọt ngào cùng con trai trên mạng xã hội.
Ngoài hoạt động nghệ thuật, Lê Khánh còn sở hữu một chuỗi quán ốc hải sản nổi tiếng tại Thành phố Hồ Chí Minh.

## Danh sách phim

### Phim truyền hình
| Năm  | Tựa                                                   | Vai Diễn       | Kênh    | Link xem online                        |
| ---- | ----------------------------------------------------- | -------------- | ------- | -------------------------------------- |
| 2002 | Long xích lô                                          | Ni             | HTV7    | Phim lẻ                                |
| 2003 | Vị tướng tình báo và hai bà vợ - Tập 21 -> 23         | Chín Chu       | HTV7    | Trọn bộ                                |
| 2004 | Cổ tích Việt Nam 15: Sự tích quả roi                  | Minh Ngọc      | VHS     | Phim lẻ                                |
| 2005 | Hướng nghiệp - Phần 1                                 | Thuần          | HTV7    | Trọn bộ                                |
| 2005 | Niềm đau chôn giấu                                    | My             | HTV7    |                                        |
| 2006 | Dưới cờ đại nghĩa - Tập 53 + 54                       | Cô Lúa         | HTV7    | Tập 53 Tập 54                          |
| 2006 | Hướng nghiệp - Phần 2                                 | Thuần          | HTV7    | Trọn bộ                                |
| 2006 | Mùi ngò gai - Phần 1 + 2 + 3                          | Sanaly         | HTV9    | Phần 1 Phần 2 + 3                      |
| 2008 | Cô gái xấu xí - Tập 162 -> 168                        | Thư Kỳ         | VTV3    | Trọn bộ                                |
| 2008 | Vua sân cỏ - Phần 2                                   | Mộng Kiều      | HTV9    | Phần 2                                 |
| 2008 | Cuộc chiến hoa hồng - Phần 1                          | Hạ Thảo        | HTV9    |                                        |
| 2009 | Đam mê                                                | Tiên           | HTV9    | Trọn bộ                                |
| 2009 | Dù gió có thổi                                        | Bích Phượng    | HTV3    | Trọn bộ                                |
| 2010 | Màu của tình yêu                                      | Hiểu Nhi       | HTV7    | Trọn bộ                                |
| 2011 | Nợ đa tình                                            | Ngân Hà        | HTV7    | Trọn bộ                                |
| 2011 | Trúng số                                              | Thu            | SCTV14  | Trọn bộ                                |
| 2011 | Về quê cưới vợ                                        | Ba Hồng        | SCTV14  | Trọn bộ                                |
| 2011 | Gia đình dấu yêu                                      | Người mẹ       | HTV7    |                                        |
| 2012 | Chữ hiếu thời @                                       | Trà My         | SCTV14  | Trọn bộ                                |
| 2012 | Quý bà lắm chiêu                                      | Cẩm Chướng     | SCTV14  | Trọn bộ                                |
| 2012 | Cô nàng nặng cân                                      | Xuân Lan       | THVL1   | Trọn bộ                                |
| 2013 | Bóng tối rực rỡ                                       | Tú Lan         | VTV1    | Trọn bộ                                |
| 2014 | Bếp của mẹ - Phần 3 + 4                               | Hạnh           | K+1     | Phần 3 Phần 4                          |
| 2014 | Điệp khúc tình                                        | Ngọc Trâm      | HTV7    | Trọn bộ                                |
| 2014 | Độc thân tuổi 30                                      | Dung Hòa       | TodayTV | Trọn bộ                                |
| 2014 | Ly hôn                                                | Ngọc Minh      | HTV7    | Trọn bộ                                |
| 2014 | Những ngã rẽ vào đời                                  | Cô giáo Hồng   | SCTV14  | Trọn bộ                                |
| 2015 | Oan gia khó tránh                                     | Thanh          | HTV9    | Trọn bộ                                |
| 2015 | Bác Ba Phì kén dâu                                    | Đen            | HTV7    | Trọn bộ                                |
| 2016 | Bông trang đỏ                                         | Thu            | THVL1   | Trọn bộ                                |
| 2016 | Chuyện gì đang xảy ra?                                | Nhung          | HTV7    | Trọn bộ                                |
| 2018 | Dâu Tây đón Tết                                       | Bà Mùi         | SCTV13  | Trọn bộ                                |
| 2019 | Hiến tài, hái tiền                                    | Tina Hường     | VTV9    | Trọn bộ                                |
| 2020 | Cha mướn                                              | Bà Nhung       | VTV3    | Phim lẻ                                |
| 2020 | Gạo nếp gạo tẻ 2                                      | Bảo Trâm       | HTV2    | Trọn bộ                                |
| 2022 | Cười cùng bác Ba Phi (Tập 16 + 110 + 112 + 137 + 138) | Cô Út hàng xóm | THVL1   | Tập 16 Tập 110 Tập 112 Tập 137 Tập 138 |
| 2024 | Ăn tết ở đâu?                                         | Minh           | HTV9    |                                        |

### Phim điện ảnh
| Năm  | Tựa Phim                  | Vai Diễn          | Link xem online |
| ---- | ------------------------- | ----------------- | --------------- |
| 2007 | Trai nhảy                 | Nhân viên massage |                 |
| 2011 | Cô dâu đại chiến          | Lê Quyên          | Youtube         |
| 2014 | Cô dâu đại chiến 2        | Lê Quyên          | Youtube         |
| 2014 | Năm sau con lại về        | Mai               | Youtube         |
| 2014 | Tốc độ và đường cong      | Tina              | Youtube         |
| 2015 | Ngày nảy ngày nay         | Tiểu Duyên        | Youtube         |
| 2015 | Minions (Lồng tiếng)      | Scarlet Overkill  |                 |
| 2016 | Thần tiên cũng nổi điên   | Hà                |                 |
| 2016 | Phim trường ma            | Phong             | Youtube         |
| 2017 | Bạn gái tôi là sếp        | Bà Phi Vân        | Youtube         |
| 2017 | Vú em tập sự              | Khánh             | Youtube         |
| 2021 | Gái già lắm chiêu V       | Tôn Nữ Thục Lan   | Netflix         |
| 2022 | Bẫy ngọt ngào             | Minh Tuyết        | Netflix         |
| 2022 | Dân chơi không sợ con rơi | Thảo Mai          | Netflix         |
| 2023 | Biệt đội rất ổn           | Tư Xoàn           | Netflix         |
| 2024 | Chị dâu                   | Năm Thu           | Galaxy Play     |
| 2025 | Chị Ngã Em Nâng           | Thương            |                 |
| 2025 | Cục Vàng Của Ngoại        |                   |                 |

### Phim chiếu mạng
| Năm  | Tựa Phim                       | Vai Diễn              | Ghi Chú                     |
| ---- | ------------------------------ | --------------------- | --------------------------- |
| 2023 | Chuyện nhà Tí: Áo mới          | Người bán vàng mã     | Youtube: Minh Dự Official   |
| 2023 | Chuyện nhà Hạt                 | Yến Mạch              | Youtube: LOF Family         |
| 2023 | Yêu trước ngày cưới            | Jessica               | VieON                       |
| 2024 | Cậu Út cậu con Cúc 3           | Chị Sáu               | Youtube: Huỳnh Lập Official |
| 2024 | Người Trời - Truy Tìm Táo Quân | Vương Mẫu Nương Nương | Youtube: Tiến Luật Official |
| 2024 | Chuyện nhà Tí: Còn Tết         | Duyên                 | Youtube: Minh Dự Official   |
| 2024 | XY                             | Bà Hòa                | Tiktok: GonPinkk            |
| 2024 | 7 năm chưa cưới sẽ chia tay    | Chị Phượng            | VieON                       |
| 2025 | Chuyện nhà Tí: Hoa lệ          | Duyên                 | Youtube: Minh Dự Official   |
| 2025 | Vợ hiền mới ác                 | Dung                  | Galaxy Play                 |

## Danh sách kịch

### Hài kịch
Tiêu biểu:
- Nổ
- Vé số
- Ma ám
- Cả tin
- Quà quê
- Thu ca
- Lỗi ai?
- Yêu ai?
- Kiếm khách
- Sự tích Thạch Sùng
- Ngoại tình với osin
- Lòng người khó đoán
- Osin cao cấp
- Chuyện trong mơ
- Cõng rắn cắn gà nhà
- Phép thử
- Chồng ngoại
- Bệnh nặng lắm
- Quả dưa hấu
- Hoa hậu quý bà
- Chạy chồng
- Trùm nổ cua gái
- Xoài ổi chanh mận
- Tình yêu lộn phòng
- Vạn sụ như ý
- Trùm sò tuyển
- Quan mặt trắng trợn
- Cô hàng xóm
- Không có lối thoát
- Thôi rồi! We go
- Người giàu nhất
- Chiêu độc
- Bóng ma dưới giếng
- Kiss cam
- Cõng rắn cắn gà nhà
- Hoa hậu ao làng
- Khúc nhạc Trương Chi
- Vợ xấu
- Tham thì thâm
- Tình yêu lộn phòng
- Cái bầu
- Tiếp thị chết người
- Con chó đá
- Lời yêu gửi Noọng
- Trai gài gái sắc
- Bỗng dưng trúng thưởng
- Huyết chiến tụ
- Khi đại gia mất
- Đôrêma
- Cách tạo thiên tài
- Điếu xì gà
- Mật và ruồi
- Tuyển diễn viên
- Thần tài mất tích
- Không cười nổi!
- Cùng nhau tỏa sánh
- Tuyển diễn viên
- Tài tử Hồng Kông
- Việt kiều 1000 đô
- Lucky Lắc-nhắc
- Con tàu tai tiếng
- Xấu lại còn xa
- Nữ hoàng quảng cáo
- Thám tử Tê Tê
- Võ Tắc Thiên
- Tứ đại mỹ nhân
- Không hiểu nổi
- Con tàu Titanic
- Âm mưu Chung Vô Bụi
- Bệnh viện tâm thần
- Series hài Tài Tiếu Tuyệt
- Series hài Diêm Vương xử án
- Series hài Danh hài đất Việt
- Series hài Hội ngộ danh hài
- Series hài Chuyện không thể ngờ
- Và nhiều vở hài kịch khác

### Kịch thiếu nhi
Tiêu biểu:
| Năm  | Tựa vở diễn                                                               | Vai diễn                       | Chú Thích |
| ---- | ------------------------------------------------------------------------- | ------------------------------ | --------- |
| 2005 | CNX 62: Giải Cứu Mùa Xuân (Phần 1)                                        | Bông hướng dương               |           |
| 2005 | CNX 63: Giải Cứu Mùa Xuân (Phần 2)                                        | Bông hướng dương               |           |
| 2006 | NXNX 11: Cậu Bé Rừng Xanh                                                 | Cô thỏ                         |           |
| 2006 | NXNX 12: Nàng Bạch Tuyết Lạc 7 Chú Lùn                                    | Cô bé Lọ Lem                   |           |
| 2007 | NXNX 13: Natra Đại Náo Thủy cung                                          | Ân thị (mẹ của Natra)          |           |
| 2007 | NXNX 14: Sơn Tinh - Thủy Tinh                                             | Mỵ nương Ngọc Hoa (lúc lớn)    |           |
| 2007 | NXNX 15: Hoàng tử Ai Cập                                                  | Ma khóc nhè                    |           |
| 2007 | CNX: Cô Bé Tí Hon Lạc Vào Xứ Thần Tiên                                    | Chim Se Sẻ, Quạ, Chuột Đồng    |           |
| 2008 | NXNX 16: Chuyện Thần Tiên Xứ Phù Tang                                     | Linh cẩu Lan Huệ (Huệ Pikachu) |           |
| 2008 | NXNX 17: Phù Đổng Thiên Vương Lá Cờ Thêu 6 Chữ Vàng                       | Dân Làng Bạn Toản              |           |
| 2010 | NXNX 18: Chàng Lang Thang Và Nàng Tùy Tiện                                | Công chúa Tùy Tiện             |           |
| 2010 | NXNX 19: Phù Thủy Lắm Chiêu                                               | Bà mẹ                          |           |
| 2011 | NXNX 20: Cậu Bé Khoai Lang Tây Và Ba Bà Tiên                              | Lút Mi La, Bà thần tháng       |           |
| 2011 | NXNX 21: Võ Công Tiểu Quái                                                | Bé Mơ                          |           |
| 2011 | CNX: Tề Thiên Đại Thánh Đại Náo Thiên cung                                | Hằng Nga                       |           |
| 2011 | NXNX 22: An-Ly Và Thần Băng giá                                           | Kha Ly                         |           |
| 2011 | NXNX 23: Những đứa con của rồng                                           | Nàng tiên cá/Dẫn chuyện        |           |
| 2012 | NXNX 24: Chúa Tể Muôn Loài                                                | Mèo rừng                       |           |
| 2013 | NXNX 25: Hoàng Tử Xấu Xí Và Công Chúa Tóc Vàng                            | Quỷ ca hát                     |           |
| 2013 | NXNX 26: Hoàng Tử Gấu Và Hạt Đậu Thần                                     | Bà tiên đậu nành               |           |
| 2014 | NXNX 27: Cuộc Chiến Của Ông Kẹ Và Các Bà Mẹ                               | Ngựa tím                       |           |
| 2016 | NXNX 29: Bảo Tàng Quái Vật                                                | Cô giáo                        |           |
| 2017 | NXNX 30: Hoàng Tử Công Chúa Và 9 Vị Thần Bị Bắt                           | Công chúa Thiên Vân            |           |
| 2019 | NXNX 32: Truy Tìm Thủy Long Kiếm                                          | Thiên Ngân                     |           |
| 2022 | NXNX 33: Cuộc phiêu lưu của thuyền trưởng Sinbad - Đại chiến Nàng Tiên Cá | Hải Cẩu                        |           |
| 2023 | NXNX 34: Nàng Công Chúa Và Chiếc Áo Tầm Gai                               | Thiện tiên Thạch Nhũ           |           |

### Kịch nói
Tiêu biểu:
- Người đàn bà không ngủ - vai Tâm
- Ngôi nhà anh túc - vai gái bia ôm Tuyết Hường
- Trái tim nhảy múa - vai bé Xàng
- Số đỏ - vai cô đầm
- Họng súng vô hình
- Hồn Trương Ba da hàng thịt
- Trà hoa nữ - vai tú bà Bạch Huệ
- Tơ duyên - vai Tiên Yên
- Mưu bà Tú - vai Thúy
- Một cuộc đời bị đánh cắp - vai Kay
- Sát thủ hai mảnh
- Lùng người trong mộng (Phần 2 của Sát thủ hai mảnh) - vai cô gái áo vàng
- Tấm da hổ
- Vùng đất cấm
- Thuốc đắng giã tật - vai Bèo
- Bí mật vườn Lệ Chi - vai cung nữ (2007) + hoàng hậu Nguyễn Thị Anh (2012)
- Ngàn năm tình sử - vai Nguyên phi Ỷ Lan
- Ca sĩ ngôi sao - vai cô khán giả
- Lẩu trăn - vai bà Hoa
- Sắc màu - vai Lê
- Hồn bướm mơ điên - vai Việt kiều Bội Ngọc Tyra
- Cần có ai đó để yêu thương - vai Hồng
- Tiên Nga - vai Kim Liên (2017) + Võ Thể Loan (2019)
- Chiếc vòng gia bảo
- Thám tử si tình - vai Ánh Nguyệt
- Ngôi nhà không có đàn ông - vai Hạ
- Ngũ quý kỳ phùng / Ngũ quý tương phùng - vai Tâm
- Lời nguyền phù thủy - vai Tuyết
- Người lạ người thương rồi người dưng - vai Lan
- 12 bà mụ - vai Hoàng Thị Mộng Mười Một
- Cưới vợ cho ai - vai Khế
- Giáng Hương (Sân khấu về khuya) - vai Giáng Hương
- Cô giáo Duyên (Phần 2 của Ngôi nhà không có đàn ông) - vai Ngọc Hạ
- Lộ hàng (Leaked) - vai Cô tiểu thư
- Những con ma nhà hát - vai Mơ (2024)
- Chuyến đò định mệnh - vai Bạch Thu Hà
- 13 đức thầy – Đức thầy 13 - vai bà Thân
- Và nhiều vở kịch khác

## Chương trình truyền hình
- Người bí ẩn - HTV7 (mùa 1 tập 3)
- Cặp đôi hoàn hảo - VTV3
- Danh hài đất Việt - THVL1
- Ghế không tựa - VTV6
- Bạn có bình thường - VTV9
- Chuyện không thể ngờ - VTV9
- Tài tiếu tuyệt - HTV3
- Diêm Vương xử án - THVL1
- Kỳ án Đông Tây kiêm cổ - THVL
- Hội ngộ danh hài - HTV7
- Studio #H9 (Hẹn cuối tuần) - HTV7
- Ông bố hoàn hảo - VTV3
- Tâm đầu ý hợp - HTV7
- Tường lửa - VTV3
- Vitamin cười - HTV7
- Chọn đâu cho đúng - VTV3
- Chat với mẹ bỉm sữa - MCV
- Giác quan thứ 6 - VTV3
- Ơn giời! Cậu đây rồi - VTV3
- Vì bạn xứng đáng - VTV3
- Giải mã tri kỷ - THVL1
- Đấu trường âm nhạc nhí - THVL1
- Quý cô thông thái - Bee shows
- Đoán ca dao tìm tục ngữ - THVL1
- Lạ lắm à nha - VTV3
- Các ông bố nói gì - MCV
- Chơi phải thắng - THVL1
- Bạn đời ăn ý - HTV7
- Khách sạn 5 sao - VTV3
- The Khang show - Youtube Nguyên Khang, FPT Play
- 7 Nụ cười xuân - HTV7
- Táo Xuân: Cá Chép Hóa Rồng 2024 - THVL1
- Hạnh phúc ở đâu - TTV11 (tập 3)
- Nhà ta là nhất - VTV3
- Học viện cải lương - YouTV, Today TV (tập 10)
- Trò chuyện với tương lai - Youtube SaoStar (tập 35)
- Nghệ sĩ và sàn diễn - HTV9
- Kịch & Nghệ (mùa 2) - Youtube Maybe Podcast
- Chị em gỡ rối - VTV9
- Quyền năng phái đẹp - THVL1
- Và nhiều chương trình khác

### MC
- Chung sức 2016 - HTV7
- Ánh sáng hay bóng tối - VTV3
- Sức sống mới - HTV7
- Con yêu của mẹ - VTV3
- Con biết tuốt - VTV3
- Gặp nhau để cười - VTV9
- Nhà đẹp quanh ta - THVL1
- Bạn có bình thường? - VTV9
- Danh hài đất Việt - THVL1
- Vì yêu mà đến - HTV7
- Hạnh phúc ở đâu - TTV11 (tập 14)
- Và nhiều chương trình khác

### Giám khảo
- Tôi dám hát (2013) - VTV6 & SCTV2
- Cùng nhau tỏa sáng (2015) - THVL1
- Hoán đổi (2015) - VTV3
- Hoán đổi (2016) - VTV3
- Nhạc hội song ca (2017) - HTV7
- Đấu trường âm nhạc nhí (2022) - THVL1
- Tuyệt kỹ tiếu lâm (2024) - THVL1 (tập 13)
- Và nhiều chương trình khác

## Giải thưởng
| Năm  | Giải Thưởng             | Hạng Mục                                       | Tác Phẩm Đề Cử             | Kết Quả   |
| ---- | ----------------------- | ---------------------------------------------- | -------------------------- | --------- |
| 2006 | Giải Mai Vàng           | Nữ nghệ sĩ kịch nói được yêu thích nhất        | Người đàn bà không ngủ     | Đề cử     |
| 2007 | Giải Mai Vàng           | Nữ nghệ sĩ kịch nói được yêu thích nhất        | Cưới vợ cho ai             | Đề cử     |
| 2008 | HTV Awards              | Nữ diễn viên phụ được yêu thích nhất           | Mùi ngò gai                | Đoạt giải |
| 2009 | HTV Awards              | Nữ diễn viên phụ được yêu thích nhất           | Mùi ngò gai                | Đoạt giải |
| 2010 | Giải Mai Vàng           | Nữ diễn viên sân khấu được yêu thích nhất      | Một cuộc đời bị đánh cắp   | Đoạt giải |
| 2011 | LHP Việt Nam Lần Thứ 17 | Nữ diễn viên phụ xuất sắc phim truyện điện ảnh | Cô dâu đại chiến           | Đoạt giải |
| 2011 | Giải Mai Vàng           | Nữ diễn viên sân khấu được yêu thích nhất      | Ca sĩ ngôi sao             | Đoạt giải |
| 2012 | Giải Mai Vàng           | Nữ diễn viên sân khấu được yêu thích nhất      | Lẩu trăn                   | Đoạt giải |
| 2013 | Giải Mai Vàng           | Nữ diễn viên sân khấu được yêu thích nhất      | Hồn bướm mơ điên           | Đoạt giải |
| 2014 | Giải Mai Vàng           | Nữ diễn viên sân khấu được yêu thích nhất      | Chiếc vòng gia bảo         | Đề cử     |
| 2015 | Giải Mai Vàng           | Nữ diễn viên sân khấu được yêu thích nhất      | Cần có ai đó để yêu thương | Đoạt giải |
| 2018 | Giải Mai Vàng           | Nữ diễn viên sân khấu được yêu thích nhất      | Tiên Nga                   | Đề cử     |
| 2021 | Giải Ngôi Sao Xanh      | Nữ diễn viên phụ xuất sắc nhất                 | Gái già lắm chiêu V        | Đề cử     |
| 2023 | Giải Mai Vàng           | Nữ diễn viên sân khấu được yêu thích nhất      | Giáng Hương                | Đoạt giải |
| 2024 | Giải Mai Vàng           | Nữ diễn viên sân khấu được yêu thích nhất      | Chuyến đò định mệnh        | Đề cử     |

### Giải thưởng chương trình truyền hình:
- Cup giải nhất Ơn giời Cậu đây rồi![10]